# Maximilian Schlichter
 (février 2011).
Si vous disposez d'ouvrages ou d'articles de référence ou si vous connaissez des sites web de qualité traitant du thème abordé ici, merci de compléter l'article en donnant les références utiles à sa vérifiabilité et en les liant à la section « Notes et références ».
Maximilian Schlichter (Mäx de son nom de scène), né le 3 juillet 1988, est le guitariste/vocals du groupe punk-rock/pop punk allemand Killerpilze.
Il réside actuellement à Emersacker, à 25 km au nord-ouest d'Augsbourg. Il a un frère cadet David, qui apparaît dans le clip Drei.

## Le groupe Killerpilze
Mäx Schlichter, Johannes Halbig et son frère Fabian Halbig se sont rencontrés à l'école (St.-Bonaventura-Gymnasium). Le groupe s'est fondé à Wertingen, près de Dillingen en 2002. Leur modèle est Blink-182. Au départ, le groupe était composé de quatre adolescents (Fabi devait être l'élément provisoire du groupe). Le bassiste, « Schlagi » Schlagenhaft Andreas, a quitté le groupe début 2007 pour poursuivre ses études, il est actuellement remplacé en live par Benni. Les Killerpilze donnèrent beaucoup de concert pendant quatre ans, puis rencontrèrent leur maison de disques (Universal Music Group). Ils firent d'abord de petits concerts dans de petites salles.

## Signes particuliers
Mäx mesure 1,72 m. Il a arrêté l'école en 2006 après avoir obtenu son diplôme. Ses groupes préférés sont Thrice et Sum 41. Il aime le skate, le snowboard, dormir et être avec ses amis. Derrière son air agité et ses grimaces moqueuses, Mäx cache en fait un esprit calme et posé. Il apaise les esprits échauffés et désamorce les petites querelles. Il aimerait être aussi cool que Jo. Il a un piercing au labret décalé gauche[réf. nécessaire].